# Szlisselburg
Szlisselburg (ros. Шлиссельбург, niem. Schlüsselburg, fiń. Pähkinälinna) – miasto w zachodniej Rosji położone u wypływu rzeki Newy z jeziora Ładoga. Szlisselburg leży naprzeciw Petersburga położonego u ujścia Newy do Zatoki Fińskiej. Nosiło poprzednio nazwy: Orieszek (Орешек), Nöteborg (Нотеборг), Sleutelburcht (Шлютельбурх), Pietrokriepost’ (Петрокрепость); ludowa nazwa: Szluszyn (Шлюшин).
Twierdza Szlisselburska oraz stare miasto zostały w 1990 roku wpisane przez UNESCO na listę kulturowego i przyrodniczego dziedzictwa ludzkości.

## Historia
Początki miasta związane są z grodem o nazwie Pähkinäsaari – Orieszek – należącym do Księstwa Nowogrodzkiego i wybudowanym około roku 1300 przez Jurija księcia nowogrodzkiego na jednej z wysp o nazwie Oriechowiec (Ореховец). Jego zadaniem była ochrona Nowogrodu Wielkiego i kontrola dostępu do Bałtyku. Według Szwedów wyspa została ufortyfikowana w 1299 roku przez Torgilsa Knutssona.
W roku 1323 w Pähkinäsaari podpisano ugodę, która ustalała granicę między Nowogrodem a królestwem Szwecji i Finlandii. Przebiegała ona nieco na wschód od Viipuri (Wyborga) w kierunku północno-zachodnim aż do Zatoki Botnickiej. Porozumienie to ustalało jednocześnie strefy wpływów chrześcijaństwa wschodniego i zachodniego. W 1352 r. twierdza została wzmocniona kamiennymi murami, a w następnych stuleciach wieżami obronnymi.
W maju 1612 r., podczas wojny między Szwecją a Rosją (1610–1617), twierdza została zdobyta przez Szwedów po dziewięciomiesięcznym oblężeniu i od tej pory gród nosił nazwę Nöteborg. W roku 1702, w czasie wojny północnej twierdza została zajęta przez Rosjan po wysadzeniu na wyspie desantu. Na rozkaz cara Piotra Wielkiego twierdzy nadano obecną nazwę. W języku niemieckim Schlüsselburg oznacza miasto-klucz (miał być to klucz do podboju Finlandii).
Na lewym brzegu Newy rozwinęła się w tym czasie osada Schlüsselburg, która w 1780 r. uzyskała prawa miejskie. Na założenie miasta miało wpływ powstanie śluz umożliwiających żeglugę po kanale. Po pokonaniu Szwedów przez Rosjan i założeniu Sankt Petersburga twierdza szlisselburska straciła na znaczeniu strategicznym i od początku XVIII wieku była wykorzystywana jako więzienie, w którym często osadzano przestępców politycznych, także dworzan i członków rodziny carskiej w niełasce. W Szlisselburgu więziono m.in. cara Iwana VI, który przebywał tu od 1756 r. do śmierci w 1764, Nikołaja Karamzina, dekabrystów, narodowolców. Z Polaków więzieni byli tu między innymi Walerian Łukasiński, Ludwik Waryński i Kazimierz Pużak. Podczas rewolucji lutowej więźniowie zostali uwolnieni przez zrewoltowanych mieszkańców, a twierdza – spalona. W latach 1928–1940 mieściło się w niej muzeum.
Podczas II wojny światowej miasto dostało się po ciężkich walkach 8 września 1941 roku w ręce niemieckie, co umożliwiło blokadę Leningradu. Twierdza na wyspie została bardzo zniszczona na skutek niemieckiego ostrzału artyleryjskiego, ale nigdy nie zdobyta. Samo miasto Szlisselburg udało się odbić wojskom radzieckim dopiero 18 stycznia 1943 roku.
W latach 1944–1992 miasto nosiło nazwę Pietrokriepost’ (Петрокрепость), a od 1992 r. wrócono do dawnej, historycznej nazwy Szlisselburg (Шлиссельбург).

## Współczesność
Współcześnie miasto liczy około 12 tys. mieszkańców. Znajduje się w nim stocznia budująca i remontująca statki żeglugi śródlądowej używane na kanale łączącym Morze Bałtyckie z Morzem Białym.